# 크리스티네 바히텔
크리스티네 바히텔(독일어: Christine Wachtel, 1965년 1월 6일 ~ )은 독일의 육상 선수로 1988년 서울 올림픽에서 동독의 대표로 출전하여 800m 은메달을 획득하였다. 그녀의 기록 1분 56.64초는 그녀의 훈련 파트너 지그룬 보다르스에 밀려 2위로 놓였다.
메클렌부르크포어포메른주 알텐트레프토에서 태어났다. 그녀의 800m에서 초기 성공들은 1983년 주니어 유럽 선수권 2위(2분 00.42초)와 1987년 세계 육상 선수권 대회 2위(1분 55.32초)였다.
1990년 유럽 선수권 대회에서 1분 56.11초와 함께 2위를 하고, 1991년 세계 육상 선수권 대회에서는 1600m 릴레이에서 3분 21.25초와 함께 3위를 하였다.
1992년 바르셀로나 올림픽에도 참가하였으나, 800m 예비전에서 탈락하였다.
자신의 스포츠 경력 이후에 노이브란덴부르크에서 피자집을 운영하고 있다.